# Голсуорси, Джон
Джон Го́лсуо́рси, также встречается Джон Голсуорти (англ. John Galsworthy ([ˈɡɔːlzwɜrði]); 14 августа 1867, Кингстон-апон-Темс, Суррей — 31 января 1933, Лондон) — английский прозаик и драматург, автор знаменитого цикла «Сага о Форсайтах», лауреат Нобелевской премии по литературе (1932).

## Биография
Джон Голсуорси родился 14 августа 1867 года в английском городе Кингстон-апон-Темс (графство Суррей, сейчас в составе Большого Лондона), в зажиточной семье. Его отец был юристом и директором нескольких компаний, а мать была дочерью владельца заводов. Учился на адвоката в привилегированной школе Хэрроу, затем в Новом колледже Оксфордского университета. В университете стал известным спортсменом в игре в крикет и футбол. В этот период он увлекался также чтением Теккерея, Диккенса и Мелвилла, слушал Бетховена. Однако Голсуорси, судя по всему, не видел себя в этой профессии и вместо того, чтобы начать карьеру в юриспруденции, уехал путешествовать за границу, где формально он должен был смотреть за семейным бизнесом в сфере морских перевозок.
Во время своих путешествий он на рейсе из Австралии встретил Джозефа Конрада, который на тот момент был первым помощником капитана и с которым они стали близкими друзьями. Именно Голсуорси убедил Конрада публиковать свои рассказы о путешествиях, став своего рода инициатором литературной карьеры второго.
Когда умер отец Голсуорси в 1904 году, он стал финансово независимым.
В 1905 году Голсуорси женился на Аде Пирсон (1864—1956), бывшей жене двоюродного брата. В течение десяти лет до этой женитьбы Голсуорси тайно встречался со своей будущей женой. Ада стала прототипом для многих героинь произведений Голсуорси. Во время Первой мировой войны работал в военном госпитале во Франции. В 1917 году Голсуорси отказался от рыцарского звания, полагая, что писатели и реформаторы принимать титулы не должны. Провел несколько лет на ферме Винстон, где занимался строительством с 1908 года, а с 1923 эта ферма стала его другим домом.
В 1921 году совместно с Кэтрин Эми Доусон-Скотт основал ПЕН-клуб; стал его первым главой.
В 1929 году за заслуги перед литературой стал членом ордена Заслуг.
В ноябре 1932 года Голсуорси была присуждена Нобелевская премия по литературе. Он в это время страдал от сильных головных болей в результате стремительно развивавшейся опухоли мозга, и английские писатели смогли поздравить коллегу только заочно.
Голсуорси скончался 31 января 1933 года в Лондоне. Последние семь лет своей жизни жил в Западном Сассексе. 
На похоронах Голсуорси присутствовали только члены его семьи, очень немногие друзья, его издатели, врач и несколько слуг. Так, в незаметности, которую он всегда предпочитал славе, навязываемой обществом, свершился его последний путь. Общество английских писателей ходатайствовало о погребении праха покойного в уголке поэтов Вестминстерского аббатства. Настоятель аббатства, однако, не поддержал этой просьбы, и тогда на холме, где стоит усадьба автора «Саги о Форсайтах», было исполнено пожелание Джона Голсуорси, высказанное в стихотворении «Развейте мой прах!». По воле автора его тело было кремировано, а пепел развеян с самолёта. В память о писателе воздвигнут кенотаф на Хайгейтском кладбище.

## Литературная карьера
Первой книгой, опубликованной Голсуорси в 1897 году, стал сборник коротких рассказов «От четырёх ветров». За ним последовал «поэтичный в своем трагизме», по отзыву высоко оценившего его Джозефа Конрада, роман «Джослин». Эти две и несколько последующих работ были им изданы под именем Джон Синджон. Его первая пьеса «Серебряная коробочка» вышла в 1906 году и имела успех, за которой в том же году последовал роман «Собственник», первая книга из трилогии о Форсайтах. Хотя Голсуорси писал и пьесы, и романы, он в этот период всё-таки предпочитал работать над пьесами, основной темой которых, как и у многих других писателей того времени, были классовые и социальные взаимоотношения.
Голсуорси стал популярен и как драматург. В его пьесах рассматривалась проблематика неравенства в обществе и несправедливость в отношении к беднякам. В пьесе «Серебряная коробочка» (1906) говорилось, что существует один закон, как для богатых, так и для бедных, а в пьесе «Справедливость» писатель выступал за судебную реформу.
Главной темой творчества Голсуорси является мир собственников и собственности, которая превращает людей в своих рабов. Этот мир противопоставляется миру красоты и свободы. Так, например, в романе «Вилла Рубейн» конфликт разворачивается вокруг столкновения мира художника с миром буржуа, в котором основной ценностью человека считается его богатство.
Однако сейчас Голсуорси лучше известен благодаря своим романам, особенно «Саге о Форсайтах», трилогии об одноимённой семье. Написанная в период с 1906 по 1921 год это своего рода параллель романа «Будденброки» Томаса Манна. Голсуорси рассматривал роман, как социальный диспут. Он считал долгом писателя исследовать проблему общества, но не представлять решение. Сам автор признавался, что перед написанием «Саги», он перечитал Киплинга, Золя, Тургенева, Толстого и Флобера.
В этой трилогии, как и в других романах, подробно описана жизнь социальных классов, особенно высшего слоя среднего класса. Несмотря на симпатию к своим героям, Голсуорси показывает их замкнутость, снобизм, жадность и порою сомнительные моральные принципы. Он считается одним из первых писателей Эдвардианской эпохи, который поставил под сомнение идеалы общества, превозносимые в более ранней литературе Викторианской эпохи. Хотя Голсуорси и показал изменения семьи среднего класса в Англии, но сам он говорил о том, что английское общество мало изменилось.
В саге рассказывается о трех поколениях британского среднего класса перед 1914 годом. История о Форсайтах была смоделирована с Артура Голсуорси, кузена писателя. Так, событие, когда Сомс изнасиловал свою жену, основывается на реальных событиях, произошедших с Адой и её бывшим мужем Артуром. Ромен Роллан, автор романа «Жан-Кристоф», ввел специальный термин роман-река, чтобы описать подобные романы, которые можно читать отдельно, но все же описывают ту же тему.
Форсайты как главные герои фигурируют также в рассказе «Спасение Форсайта» и пьесе «Цивилизованный». Именно в этих произведениях проявляются черты Форсайтов как собственников.
В романе «Остров Фарисеев» автор показывает лицемерие буржуа, которое скрывается за маской респектабельности. В метафоре острова автор обличает всю Англию с её лицемерными политиками, церковниками, учеными и деятелями искусств.
Голсуорси позиционировал себя как реалист и противопоставлял правдивость изображения так называемому «чистому искусству», считая его лживым. Целью искусства, про что он говорил в статьях «Аллегория о писателе», «Туманные мысли об искусстве», а также «Искусство и война», он считал общественное назначение искусства и вдохновение жизнью.
Как романист Голсуорси считал важным уловить взаимосвязь между жизнью героя, его характером и его мыслью. Самым важным условием романа есть наличие «жизненно-правдивого» героя романа.
В своем творчестве он выступал за многие реформы, включая реформу судебной системы, борьбу за права женщин, борьбу за права животных и противостояние цензуре.
Джон Голсуорси стал автором 20 романов, 27 пьес, 3 сборников поэзии, 173 рассказов, 5 эссе, 700 писем и многих других набросков на разные темы. Популярность его произведений снизилась после смерти автора. Его творчество подвергли критике Дэвид Лоуренс и Вирджиния Вульф. Однако в 1967 году удачная адаптация «Саги о Форсайтах» вернула интерес к его работам. Голсуорси повлиял на творчество Томаса Манна, произведения автора были широко известны во Франции и России.

## Сочинения и издания
- Works, v. 1-30, L., 1923-36;
- Letters. 1900—1932, ed. by E. Garnett, L., 1934:

### В русских переводах
- Голсуорси Д. Собр. соч., т. 1-12, Л., 1929;
- Голсуорси Д. Собр. соч., т. 1-16, М., 1962;
- Голсуорси Д. Собрание сочинений, т. 1-8. М., 1983
- Голсуорси Д . Сага о Форсайтах, т. 1-2, М., 1956
- Голсуорси Д. Новеллы, М., 1957;
- ГолсуорсиД. Драмы и комедии, М., 1956.
- Голсуорси Д. Джослин. Роман, рассказы/пер. А.Кудрявицкого. М.: Политиздат, 1991.
- Голсуорси Д. Конец главы. Трилогия. М.: ГИХЛ, 1961.
- Голсуорси Д. Сага о Форсайтах, т. 1-4, пер. под общ. ред. М. Ф. Лорие, М.:"Правда", 1983.

## Экранизации
- «Английский вальс» (по пьесе «Джой»; режиссёр Гитис Лукшас), 1982[11]
- «Двадцать один день» / 21 days (together) (режиссёр Бэзил Дин[англ.]), 1940
- «Нечестная игра» («Грязная игра», «Поигрывание кожей») / Skin Game, The (режиссёр Альфред Хичкок), 1931
- «Сага о Форсайтах» / That Forsyte Woman США, 1949
- «Сага о Форсайтах (телесериал, 1967)» / The Forsyte Saga (сериал, 26 серий), Великобритания, ВВС, 1967
- «Сага о Форсайтах» / The Forsyte Saga (сериал, 10 серий 2 сезона), Великобритания, 2002